# Romane Baud
Romane Baud (* 23. September 2006 in Pontarlier) ist eine französische nordische Kombiniererin.

## Werdegang
Baud, die für Olympic Mont d'Or startet, war als Kind im Tanzen und Turnen aktiv. Im Alter von sieben Jahren begann sie mit dem Skilanglauf und wenig später mit dem Biathlon. Als Vierzehnjährige sprang sie erstmals von einer Skisprungschanze und wechselte fortan zur Nordischen Kombination. Ihren ersten internationalen Wettkampf bestritt sie am 2. September 2022 bei einem Youth-Cup-Wettbewerb des Weltskiverbandes FIS in Tschagguns und wurde dort Zwölfte. Beim Europäischen Olympischen Winter-Jugendfestival 2023 in Planica und Tarvis lief sie auf den 13. Platz im Einzel und belegte im Team den sechsten Platz. Baud gab am 3. März 2023 in Eisenerz ihr Debüt im Continental Cup, dem Unterbau zum Weltcup. Dabei erreichte sie als 22. die Punkteränge.
Bei den Olympischen Jugend-Winterspielen Ende Januar 2024 in Gangwon wurde Baud Achte im Einzel und Sechste im Mixed-Team. Kurz darauf trat sie an den Nordischen Junioren-Skiweltmeisterschaften in Planica an. Gemeinsam mit Lubin Martin, Marion Droz Vincent und Lilian Tréand belegte sie den fünften Platz im Mixed-Team. Im Einzel erreichte sie Rang 18. Am 16. März 2024 debütierte Baud in Trondheim im Weltcup, als sie gemeinsam mit ihrem Bruder Mattéo sowie Léna Brocard und Marco Heinis Achte wurde. Tags darauf gewann sie als 28. ihre ersten Weltcuppunkte. Im Sommer 2024 ging sie erstmals im Grand Prix an den Start und stand erstmals auf dem Podest im Alpencup. Mitte Januar 2025 lief Baud beim Einzelrennen nach der Gundersen-Methode in Eisenerz auf den dritten Rang im Continental Cup. Beim Nordic Combined Triple in Seefeld kehrte sie ins französische Weltcup-Team zurück, ging am dritten Wettkampftag aber nicht mehr an den Start. Bei den Nordischen Junioren-Skiweltmeisterschaften 2025 in Lake Placid wurde sie gemeinsam mit Marion Droz Vincent Siebte im Teamsprint. Im Einzel belegte sie den 13. Platz, mit dem Mixed-Team wurde sie Fünfte.

## Privates
Romane ist die Tochter des ehemaligen Nordischen Kombinierers Frédéric Baud und der Bruder von Mattéo. Baud ging auf den Sportzweig des Lycée Xavier-Marmier in Pontarlier.

## Statistik

### Weltcup-Platzierungen
| Saison  | Platz | Punkte |
| ------- | ----- | ------ |
| 2023/24 | 40.   | 013    |
| 2024/25 | 44.   | 017    |

### Continental-Cup-Platzierungen
| Saison  | Platz | Punkte |
| ------- | ----- | ------ |
| 2022/23 | 33.   | 024    |
| 2024/25 | 19.   | 129    |